# راه‌آهن بایکال-آمور

خطوط راه‌آهن در سیبری. راه‌آهن بایکال-آمور به رنگ سبز نشان داده شده‌است.

راه‌آهن بایکال-آمور (به روسی: Байкало-Амурская магистраль) معروف به خط بام، یا بام (БАМ, BAM)، خط آهنی ۴۳۲۴ کیلومتری در شرق سیبری و خاور دور روسیه است. این راه آهن بین ۶۱۰ تا ۷۷۰ کیلومتر در شمال راه آهن سراسری سیبری و موازی با آن قرار دارد.
از آنجا که راه آهن سراسری سیبری بسیار نزدیک به مرز چین می‌گذرد خط بام به عنوان یک خط آهن راهبردی جایگزین برای آن و مدارهای بالاتر ساخته شد. هزینه ساخت خط بام ۱۴ میلیارد دلار برآورد شده‌است. به خاطر عبور این خط از مناطق دارای خاک منجمد زحمت و هزینه ساخت آن بسیار بالا بوده‌است. لئونید برژنف، نخست‌وزیر دوران شوروی، خط بام را «پروژه عمرانی قرن» توصیف کرده بود.
در سال‌های اخیر با گرمایش زمین و آب شدن خاک منجمد در سیبری، ساختمان‌ها و زیرساخت‌های این منطقه از جمله خط بام با مشکل فرورفتن در خاک تخریب روبرو شده‌اند.

## مسیر
خط بام در تایشت از راه آهن سراسری سیبری جدا می‌شود و سپس با گذر از رود آنگارا و براتسک و پس از آن رود لنا در اوست-کوت از کناره سِوِروبایکالسک در کناره شمالی دریاچه بایکال عبور می‌کند. خط بام سپس با گذر از تیندا و خانی در کامسامولسک بر آمور از رود آمور گذشته و سرانجام در سووتسکایا گاوان به اقیانوس آرام می‌رسد.
خط بام در مسیر خود بیست و یک تونل دارد که درازای کل آن‌ها ۴۷ کیلومتر است. در طول مسیر خط بام همچنین بیش از ۴ هزار و ۲۰۰ پل ساخته شده که مجموع طول آنها بیش از ۴۰۰ کیلومتر می‌باشد.
در کل مسیر، تنها بخش غربی تایشت-تاکسیمو برقی شده که طول آن۴۶۹ کیلومتر است. مسیر خط بام عمدتاً تک‌خطه است اما پهنای کافی برای دوخطه شدن احتمالی آن در آینده موجود است.